# Stomorhina discolor
Stomorhina discolor är en tvåvingeart som först beskrevs av Fabricius 1794.  Stomorhina discolor ingår i släktet Stomorhina och familjen Rhiniidae. Inga underarter finns listade i Catalogue of Life.